# Береговое право
Береговое право (лат. лат. jus litoris, seu litorale, seu naufragii, франц. фр. droit de naufrage, нем. нем. Strandrecht) — право, по которому жители морского побережья, побережья озёр, рек или его владельцы могли присваивать себе все произрастающее на принадлежащем ему берегу, а также остатки потерпевших крушение судов, их грузы и, вообще, все, что волны выбросили на берег, например, агат и янтарь на берегу Балтийского моря, жемчуг — в Персии, золото на африканском прибрежье.

## История
«Береговое право» появилось в глубокой древности и, с развитием мореплавания, распространилось на многие прибрежные районы. С тех пор при кораблекрушении жизни моряков, пассажиров и целостность грузов подвергались опасности не только в волнах бушующей стихии, но и на спасительном, казалось бы, берегу. Избежав смерти в воде, моряки могли погибнуть на суше от рук жителей побережья.
Причины такой жестокости были разные. Иногда было опасение, что мореходы могут использовать своё ремесло не для торговли, а для разбоя. И тогда суеверные предрассудки заставляли приносить в жертву мнимым богам обнаруживаемых на берегу чужеземцев. Но чаще всего убивали из-за боязни, что оставшиеся в живых помешают грабежу или будут мстить. Грабителям было безразлично, кого они обирают — соотечественников или иностранцев, живых или мёртвых. Мертвых раздевали до нитки, а живые становились рабами или за них требовали выкуп.
Например, у древних римлян право присваивать имущество и рабов сначала принадлежало первому нашедшему их. С образованием Римской империи это право перешло к государственной казне, а после падения империи — к феодалам — владельцам побережий.
В средние века феодалы и даже могущественные монархи не стыдились считать плоды «берегового права» источником своих доходов. По морскому уставу, изданному в 1681 году Людовиком XIV, все имущество, спасенное при кораблекрушении, переходило в королевскую казну.
Прибрежный феодал отказывался от «законных прав», только с тем условием, что моряки будут платить ему определенную за это мзду. Жажда легкой наживы толкала на любые злодеяния и ухищрения. Грабители разрушали маяки и навигационные знаки, выставляли ложные в опасных для судоходства местах, подкупали лоцманов, чтобы те вели суда прямо на мели или те места, где команде было бы трудно защищаться от нападения. Случалось, когда морская стихия оказывалась беспомощной перед моряками, мародеры ночью подвешивали к уздечке лошади зажженный фонарь, спутывали ей ноги и водили прихрамывающее животное по берегу. Проходящее судно, приняв колеблющийся свет фонаря за сигнальный огонь на плывущем корабле, подходило слишком близко к берегу и разбивалось о камни. Морские волны надежно скрывали следы трагедии, и преступники оставались безнаказанными. Лучшим временем для таких «операций» были темные ночи, поэтому луну грабители считали своим злейшим врагом. Вот и называли людей, занимающихся этим ремеслом, луноненавистниками, прихрамывателями, пляжечистильщиками и другими презрительными прозвищами.
Расцвет «берегового права» приходится на средние века. С дальнейшим развитием торговли многие государства принимали законы, пресекающие подобные преступления и обязующие спасать людей и груз терпящих бедствие кораблей. Однако случаи прибрежного пиратства продолжались вплоть до середины XIX века. Так, после открытия Суэцкого канала в 1869 году в связи с расширением судоходства у восточных берегов Африки в прибрежных водах Сомали участились случаи кораблекрушений. Часто эти катастрофы сопровождались полным разграблением судов, истреблением команд и пассажиров. Больше всего страдал торговый флот Великобритании. Для прекращения варварства англичанам пришлось заключить договор с правителями края и ежегодно выплачивать им 15 тыс. фунтов стерлингов «компенсационных».
История мореплавания донесла до наших дней примеры противоположного характера. В то время, когда «береговое право» было распространено на многих заселенных побережьях морей и рек, русские, и, вообще, славяне, никогда не занимались таким «ремеслом». Об этом свидетельствуют первые международные соглашения: Русско-Византийский договор 911 года, 944, 971 гг., а также договоры Новгорода с Ригой и Готским берегом XII—XIII веков. Согласно этим договорам, местные жители должны были «охранять корабль с грузом, отослать его в землю христианскую, провожать его через всякое страшное место, пока достигнет места безопасного». Любое оскорбление иностранных моряков считалось большим преступлением. Во времена Петра I были приняты законы, согласно которым все грузы и судовое имущество как русских, так и иностранных судов, спасенные в пределах Российской империи, находились «под непосредственным покровительством Императорского величества» и должны быть неприкосновенны.